# Felice Casorati

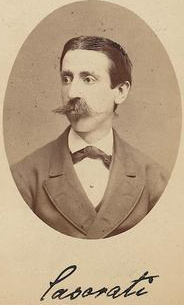
Felice Casorati

Felice Casorati (Pavia, 17 december 1835 - Casteggio, 11 september 1890) was een wiskundige uit Italië, die het best bekend is van de stelling van Weierstrass-Casorati in de complexe functietheorie.
- De stelling van Weierstrass-Casorati, die naar Casorati en Karl Weierstrass is genoemd, beschrijft het gedrag van holomorfe functies in de buurt van essentiële singulariteiten.
- De Casorati-matrix is bruikbaar voor de studie van lineaire differentievergelijkingen, op dezelfde manier dat de determinant van Wronski voor lineaire differentiaalvergelijkingen kan worden gebruikt. De Casorati-matrix wordt berekend op basis van {\displaystyle n} functies van de enkele invoervariabele.

## Websites
- (en)  MacTutor. Felice Casorati.